# Intrusione nel segnale di broadcasting
Una intrusione nel segnale di broadcast indica un dirottamento dei segnali relativi alle trasmissioni broadcast dei programmi delle emittenti radiofoniche e televisive, sia via cavo che satellitari. 
Tali atti, possono avere diversi scopi, come ottenere una notorietà da parte dei mezzi di comunicazione di massa, o veicolare messaggi subliminali ad una collettività indistinta.

## Tipologie
Le intrusioni nelle stazioni radio sono in linea teorica più semplici, poiché molte di esse semplicemente ritrasmettono un segnale ricevuto da una stazione all'altra.
Mentre un operatore di televisione via cavo si collega al percorso del segnale tra le singole stazioni e gli abbonati del sistema, le emittenti sono state vittime di segnalazioni di manomissione sui sistemi via cavo in più occasioni.

## Attrezzature impiegate
Generalmente viene utilizzato un trasmettitore a modulazione di frequenza in grado di sopraffare la stessa frequenza della stazione che viene ritrasmessa. Altri metodi che sono stati utilizzati in Nord America per intromettersi nelle trasmissioni televisive sono l'interferenza nell'area del trasmettitore e il collegamento audio direttamente nel feed. 

## Nel mondo
Gli episodi di dirottamento hanno coinvolto le stazioni televisive e radiofoniche locali in vari Stati del mondo, nonché le reti via cavo e nazionali. 
Tra gli episodi più noti vi sono stati l'Interferenza di Vrillon, avvenuta nel Regno Unito nel 1977, negli USA due degli incidenti più noti sono stati la protesta di Captain Midnight nel 1986 e l'interferenza di Max Headroom nel 1987.